# Computronium
El computronio o computronium  es un material cuya hipótesis, formulada por Norman Margolus y Tommaso Toffoli del MIT en 1991, sería utilizada como « materia programable », un sustrato para el modelado informático de prácticamente cualquier objeto real. 
También se refiere a una disposición de materia que es la mejor forma posible de dispositivo de computación para esa cantidad de materia.  En este contexto, el término puede referirse tanto a una disposición teóricamente perfecta de materiales hipotéticos que se habrían desarrollado utilizando nanotecnología a nivel molecular, atómico o subatómico (en cuyo caso esta interpretación de computronio sería un material ficticio en la categoría de los unobtainium   ), como a la mejor forma posible alcanzable utilizando materiales computacionales actualmente disponibles y utilizados.
Según la escala de Barrow, una variante modificada de la escala de Kardashev creada por el físico británico John D. Barrow, que pretende categorizar el estadio de desarrollo de las civilizaciones extraterrestres, sería concebible que las civilizaciones avanzadas no reclamen cada vez más espacio y recursos, sino que optimicen cada vez más su espacio ya disponible, por ejemplo construyendo un cerebro matrioshka formado por varias capas de computronio alrededor de su estrella. 
En la película de 2010 The Singularity Is Near: A True Story About the Future, del autor estadounidense Ray Kurzweil habla de un universo lleno de computronio.  Plantea que esto podría ser posible ya a finales del siglo XXII y que se podría lograr enviando nanobots inteligentes a través del universo más rápido que la luz, por ejemplo, mediante agujeros de gusano .  Según él, tal esfuerzo tendría el potencial de prevenir el fin natural del universo . 
Además, el término computronio se utiliza en relación con las narrativas de ciencia ficción para abarcar situaciones en las que se necesita grandes cantidades de potencia de cálculo en un espació minúsculo . 